# Anisocentropus furcatus
Anisocentropus furcatus är en nattsländeart som först beskrevs av Banks 1924.  Anisocentropus furcatus ingår i släktet Anisocentropus och familjen Calamoceratidae. Inga underarter finns listade i Catalogue of Life.